# 強鰈
強鲽（学名：Inopsetta ischyra），又名短颞鲽，为輻鰭魚綱鰈形目鰈亞目鲽科強鲽属（又名短颞鲽属）的鱼类，為溫帶海水魚，该物种一直以來，都有爭議，認為可能是副眉鰈（Parophrys vetulus）與星突江鲽（Platichthys stellatus）的雜交品種。若是的話，根據2002年的命名法，本物種將不可以再使用二名法來命名。

## 分布
本物種在白令海、日本海、旧金山、加利福尼亚均有发现。